# Paralisi di Zenker
La paralisi di Zenker è una paralisi del branca peroniera del nervo ischiatico. La condizione prende il nome da Friedrich Albert von Zenker.